# Bo Winberg
Bo Fredrik Winberg, född 27 mars 1939 i Göteborg, död 3 januari 2020 i Göteborg, var sologitarrist och sångare i The Spotnicks.
Bo Winberg ordnade så att gruppen Spotnicks kunde spela på sladdlösa elgitarrer redan på tidigt 1960-tal. Gruppen uppträdde ofta i rymddräktsliknande klädsel.

## Filmografi
- 1964 – Älskling på vift